# 王者辅
王者辅（？—1779年），字觐颜，号惺斋，男，原籍安徽天长，后迁金陵，清朝政治人物、藏书家，曾任海丰县令、宣化知府。

## 家族
子王锡琛，孙女王贞仪。